# Pesqueira kommun
Pesqueira är en kommun i Brasilien.   Den ligger i delstaten Pernambuco, i den östra delen av landet, 1 500 km nordost om huvudstaden Brasília. Antalet invånare är 62 793.
Följande samhällen finns i Pesqueira:
- Pesqueira

Omgivningarna runt Pesqueira är huvudsakligen savann. Runt Pesqueira är det ganska tätbefolkat, med 67 invånare per kvadratkilometer.